# Batalhão de Voluntários da Rainha
Batalhão de Voluntários da Rainha D. Maria II (1828-1834) foi uma unidade da facção liberal do Exército Português organizada em Plymouth, Grã-Bretanha, com recurso a militares liberais ali exilados na sequência da Belfastada, a que se agregaram membros do antigo Batalhão Académico e outros liberais presentes na Inglaterra e depois na ilha Terceira para onde o batalhão se transferiu. 
Os sobreviventes do antigo Batalhão Académico constituíram a 1.ª companhia do Batalhão, o qual embarcou em 30 de Janeiro de 1829 em  Plymouth e chegou a Angra a 16 de Fevereiro, depois de uma viagem atribulada para furar o bloqueio naval miguelista e britânico à ilha Terceira.
O batalhão foi destacado para guarnecer a então vila da Praia, onde teve um papel determinante na defesa da ilha contra o desembarque de forças miguelistas intentado a 11 de Agosto de 1829.
No contexto da Patuleia, um novo Batalhão de Voluntários da Rainha foi organizado pelo Decreto de 16 de Outubro de 1846, sendo dissolvido por Decreto de 27 de Abril de 1848 na sequência da Convenção de Gramido e após a intervenção de forças militares estrangeiras ao abrigo da Quádrupla Aliança.